# 弦楽四重奏曲第4番 (ベートーヴェン)
ベートーヴェンの弦楽四重奏曲第4番（げんがくしじゅうそうきょくだいよんばん）ハ短調op.18-4は1800年ごろ、6曲からなるop.18の弦楽四重奏曲の1つとして書かれた。特にこの曲はベートーヴェンにとって運命の調性であるハ短調で書かれており、曲集の中で、最も興味深いものである。

## 曲の構成
第1楽章 Allegro ma non tanto ソナタ形式
情熱的な第1主題によって始められ、同時期に書かれたピアノソナタ第8番「悲愴」を連想させる。
第2楽章 Scherzo,Andante quasi Allegro
スケルツォと明記しながら、速度はアンダンテであり、しかもソナタ形式をとるという独創的な楽章で、しかもその開始はフーガの形をとり、どことなく交響曲第1番の第2楽章を思わせる。この傾向は後に弦楽四重奏曲第7番「ラズモフスキー第1番」で長大化されていくもので、これはその先駆といえる。
第3楽章 Menuetto Allegretto
スケルツォの後にメヌエットを置くという点で、(スケルツォではないが）後の交響曲第8番を連想させ、その8小節の主題は調性の点において変ホ長調になり、ヘ短調を経てハ短調に至るなど、ドラマチックである。トリオは変イ長調になり、3連符の軽やかな動きとなる。
第4楽章 Allegro ロンド形式　A-B-A-C-A-コーダの形をとる。
豊かな楽想に満ち、特にCの部分はモーツァルトが交響曲第41番で用いた音型（ジュピター音型と呼ばれる）が使われていて、それはPrestissimo ハ長調に転じたコーダにおいて、曲の終結にも使われている。
以上、この作品は様々な点において非常に重要であり、Op.18の他のどの楽曲よりも独創性に溢れるものである。